# Tina Modotti
Assunta Adelaide Luigia (Tina) Modotti Mondini (Udine, 16 augustus 1896 - Mexico-Stad, 5 januari 1942) was een Italiaans-Mexicaans fotografe en actrice. Modotti was verder bekend als communistisch activiste en omschreef haar beroep ooit eens als "mannen".

## Leven
Modotti werd geboren in Italië, maar verhuisde in 1913 naar de Verenigde Staten. Ze huwde in 1918 Roubaix de l'Abrie Richey en verhuisde met hem naar Los Angeles om in de stommefilmindustrie te werken. Ze ontmoette aldaar fotograaf Edward Weston van wie ze model en later ook minnares werd. Dit was vermoedelijk een van de redenen waarom Richey naar Mexico-Stad verhuisde. In 1922 reisde zij hem achterna, maar kwam aan, nadat hij twee dagen eerder aan de pokken was overleden. Een jaar later verhuisde Weston haar achterna, zijn vrouw en drie van zijn kinderen achterlatend.

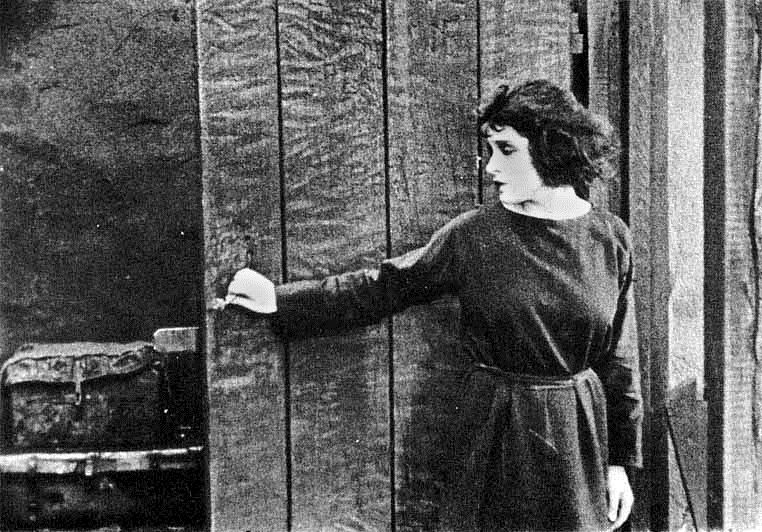
Modotti in Tigers Coat.

Modotti en Weston kwamen terecht in het kunstenaarsleven van de stad, maakten onder andere kennis met Frida Kahlo en gebruikten hun connecties om hun fotografie uit te breiden. In deze tijd sloot Modotti zich aan bij de Mexicaanse Communistische Partij (PCM). Ze kwam in romantisch contact met verschillende leiders, waaronder Vittorio Vidali, van de communistische partij en begon te publiceren in communistische geschriften. Ze steunde actief de Cubaanse communist Julio Antonio Mella en de Nicaraguaanse revolutionair César Sandino. In 1929 organiseerde ze de "Eerste Revolutionaire Fototentoonstelling". De Mexicaanse regering was echter toenemend conservatief aan het worden en president Pascual Ortiz Rubio stelde geen prijs meer op Modotti's radicalisme, zodat ze een jaar later gedeporteerd werd.

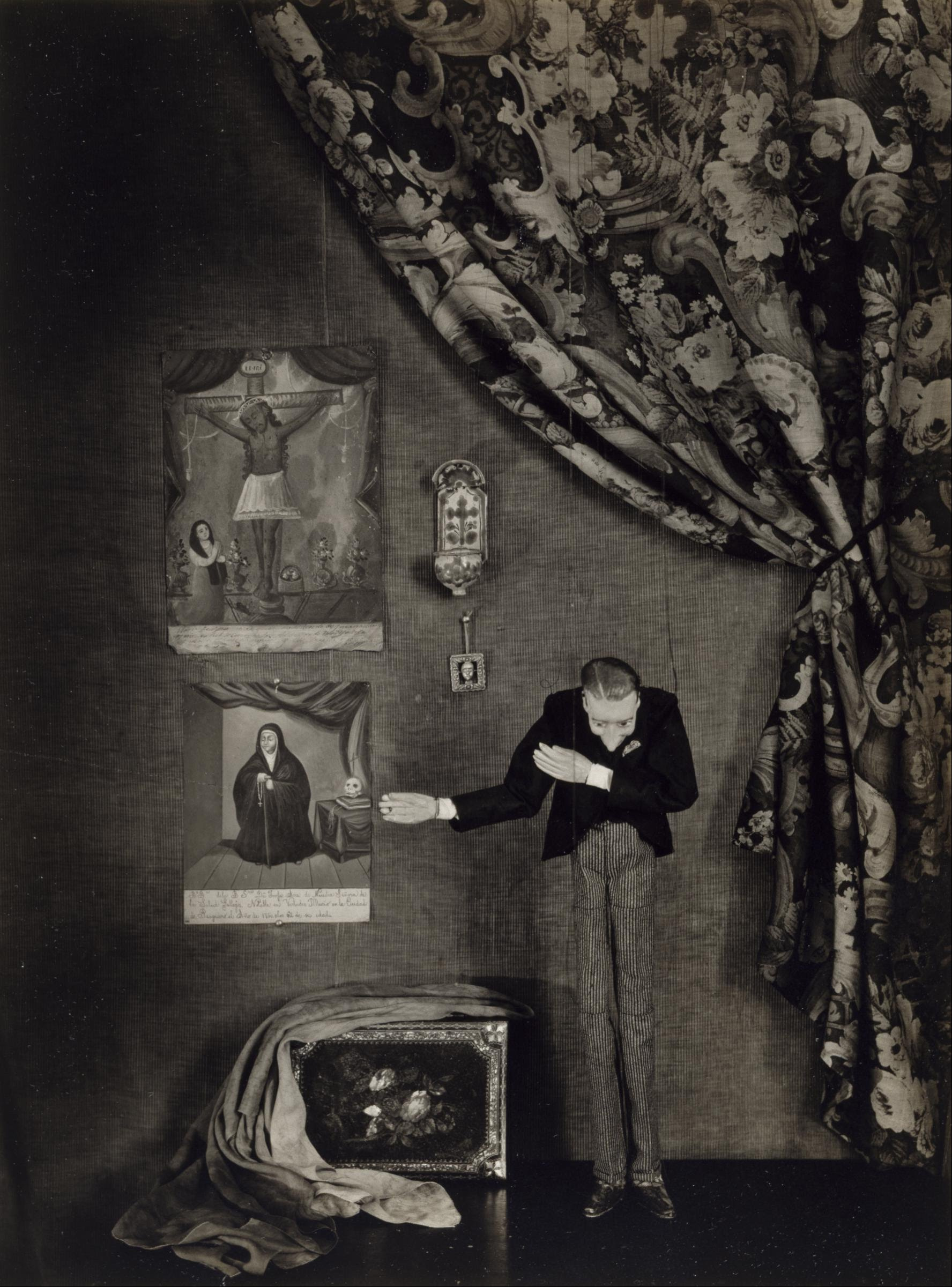
Harnoncourts poppentheater, foto Modotti.

Modotti reisde met Vidali door verschillende landen in Europa en kwam uiteindelijk in Moskou terecht, waar ze zich hoogstwaarschijnlijk aansloot bij de geheime politie van de Sovjet-Unie. Ze voerde verschillende missies uit in Frankrijk en Oost-Europa en kwam in 1936 in Spanje terecht, om de republikeinen bij te staan in de Spaanse Burgeroorlog. Na de overwinning van de fascistische nationalisten ontvluchtte ze Spanje. De nieuwe Mexicaanse president Lázaro Cárdenas hief haar deportatie op, zodat ze kon terugkeren naar Mexico.
Modotti overleed in 1942, 45 jaar oud, aan een hartaanval. Sommige personen uit haar naaste omgeving meenden dat zij was vermoord, mogelijk door Vidali, omdat zij 'te veel zou weten'. Modotti ligt begraven in het Panteón Civil de Dolores.
Actrice Ashley Judd speelde Tina Modotti in de biografische film Frida.

## Filmografie
- The Tiger’s Coat (1920)
- Riding With Death (1921)
- I Can Explain (1922)